# 普日布拉姆縣

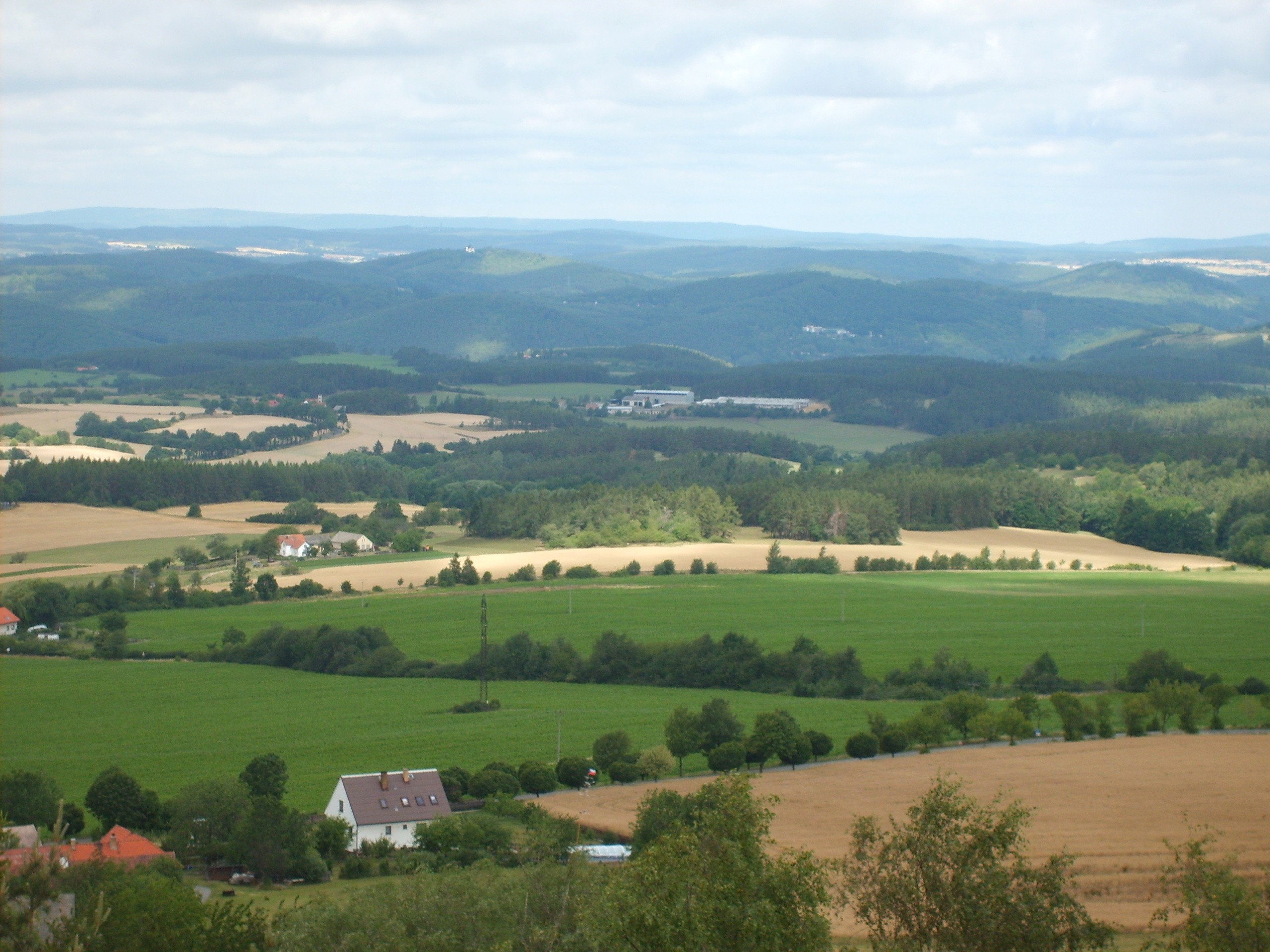

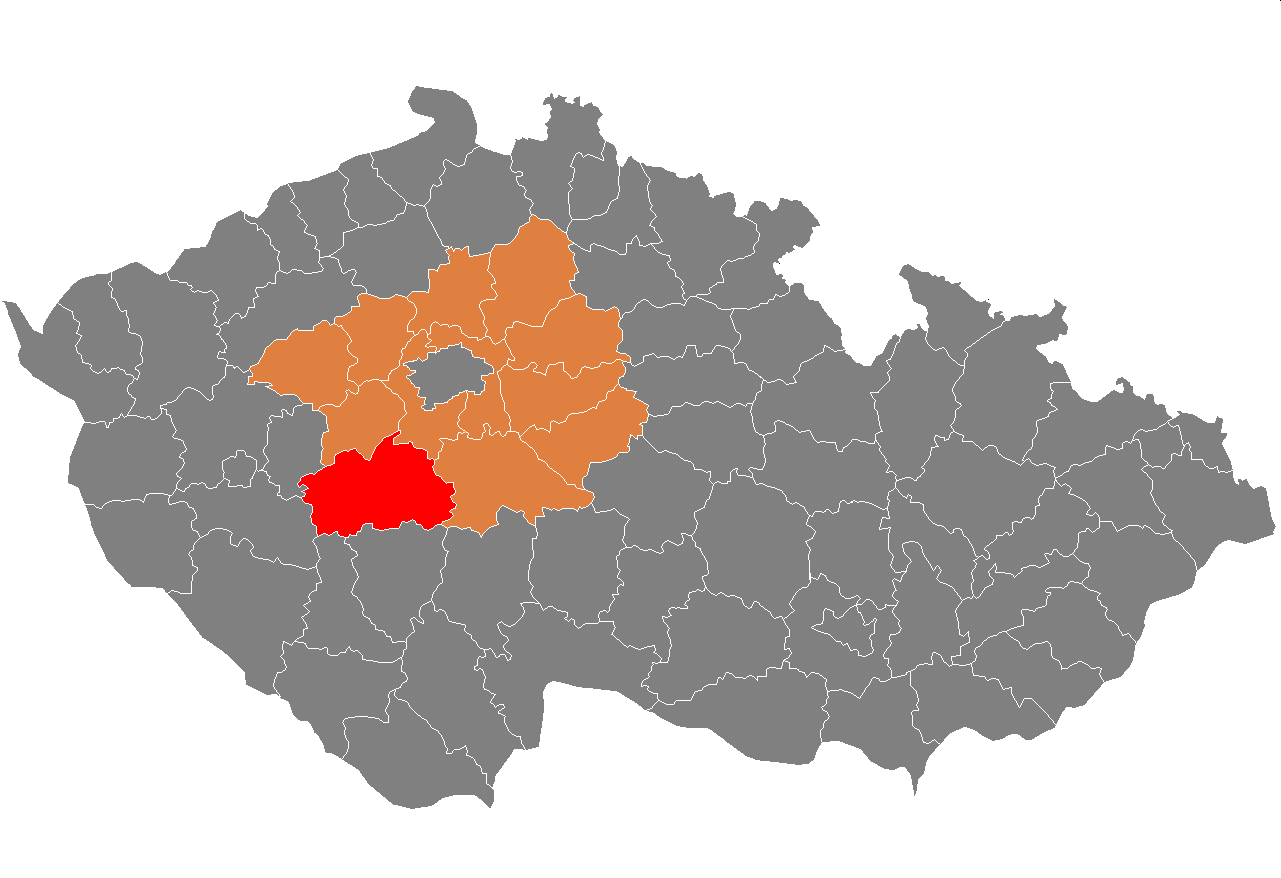

49°41′23″N 14°00′36″E / 49.68972°N 14.01000°E
普日布拉姆縣（捷克語：Okres Příbram），是捷克的縣份，位於該國中部，由中波希米亞州負責管轄，首府設於普日布拉姆，面積1,692平方公里，2007年人口110,333，人口密度每平方公里169人。